# モスキアーノ
モスキアーノ（伊: Moschiano）は、イタリア共和国カンパニア州アヴェッリーノ県にある、人口約1,700人の基礎自治体（コムーネ）。

## 地理

### 位置・広がり

#### 隣接コムーネ
隣接するコムーネは以下の通り。
- フォリーノ
- ラウロ
- モンテフォルテ・イルピーノ
- クインディチ
- タウラーノ